# بیچمانت، شهرستان مولنبرگ، کنتاکی
بیچمانت (به انگلیسی: Beechmont) یک منطقهٔ مسکونی در ایالات متحده آمریکا است که در شهرستان مولنبرگ، کنتاکی واقع شده‌است. بیچمانت  ۱۴۱٫۱۲ متر بالاتر از سطح دریا واقع شده‌است.

## جغرافیا
بیچمانت در جنوب شرقی شهرستان مولنبرگ، در امتداد جاده ایالات متحده ۴۳۱ است که به سمت شمال ۳٫۵ مایل (۵٫۶ کیلومتر) به درکسبورو و جنوب ۷ مایل (۱۱ کیلومتر) به دانمور می‌رود. گرینویل، مرکز شهرستان، ۹ مایل (۱۴ کیلومتر) به سمت شمال غربی است.
بر اساس اداره سرشماری ایالات متحده آمریکا، CDP بیچمانت دارای مساحت کل ۱٫۸۳ مایل مربع (۴٫۷ کیلومتر مربع) است که ۰٫۰۰۶ مایل مربع (۰٫۰۱۶ کیلومتر مربع) یا ۰٫۳۳٪ آن آب است. این شهر به سمت غرب به رود بیچ، جنوب به رود هزل، شرق به رود لیتل هزل و شمال به رود پلم، که همه در حوزه آب رودخانه سبز قرار دارند، جریان دارد.